# Japanische Akademie der Künste

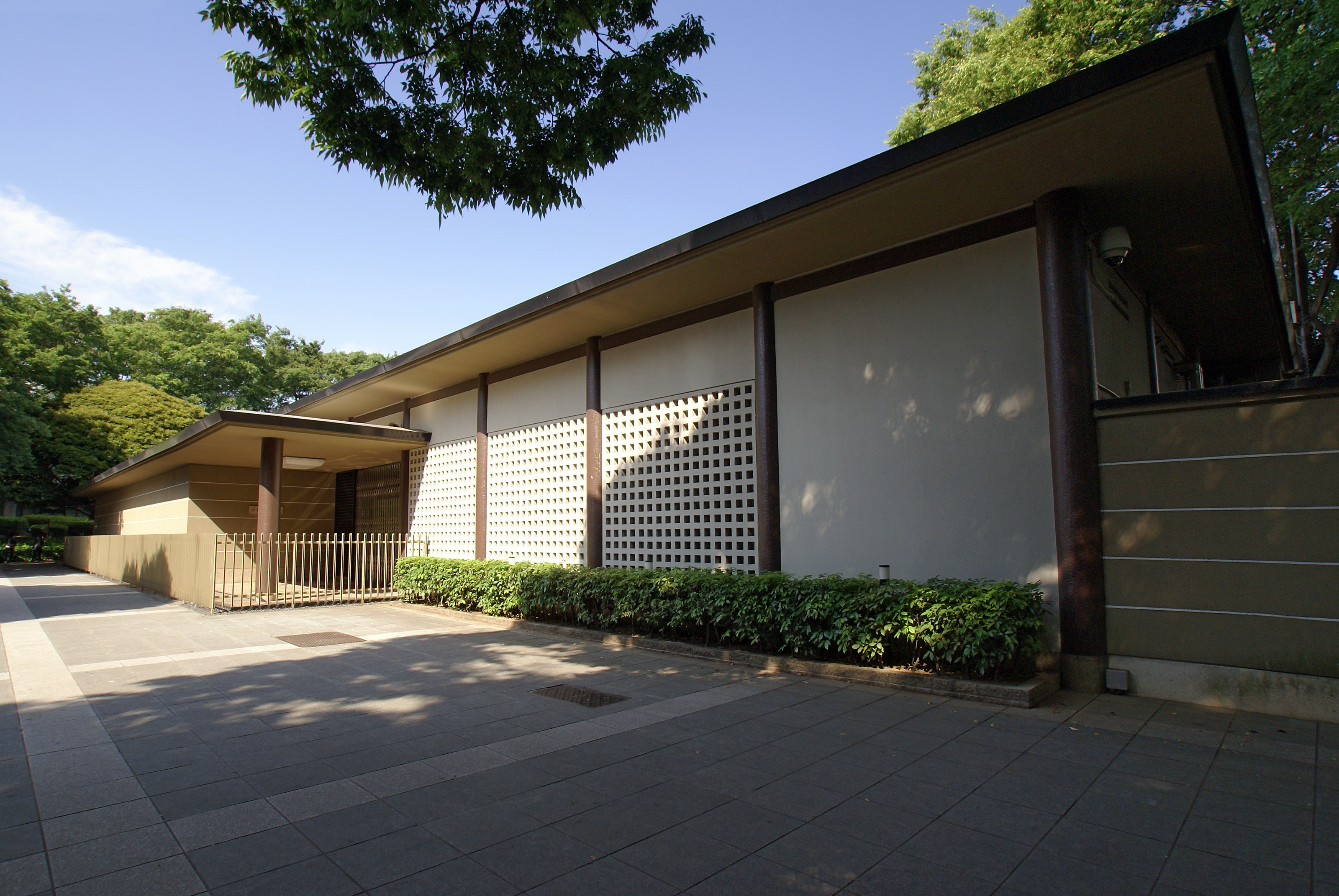
Die japanische Akademie der Künste

Die Japanische Akademie der Künste (jap. 日本芸術院, Nihon Geijutsuin, engl. Japan Art Academy) ist die bedeutsamste japanische Organisation für Kunst. Die Akademie diskutiert Angelegenheiten rund um die Kunst, berät das Ministerium für Bildung, Kultur, Sport, Wissenschaft und Technologie und fördert die Kunst, bis 1958 auch durch die jährlich stattfindende Kunstausstellung „Nitten“ (日展). Die Akademie hat als juristische Person einen unabhängigen Sonderstatus und steht unter der Schirmherrschaft des „Amtes für kulturelle Angelegenheiten“. Der Hauptsitz liegt im Ueno-Park in Tokyo.

## Geschichte
Vorläufer der japanischen Akademie der Künste war der 1907 als Prüfungsausschuss für bildende Künste (美術審査委員会, Bijutsu Shinsa Iinkai, engl. Fine Arts Screening Committee) des Kultusministeriums. Zielsetzung war es, Qualitätsstandards und Veranstaltungsorte für Kunstausstellungen in der Meiji-Zeit bereitzustellen. Die erste Ausstellung, Bunten (文展) fand ebenfalls 1907 statt. 1919 wurde dann die Kaiserliche Akademie der bildenden Künste (帝国美術院, Teikoku Bijutsuin, engl. Imperial Fine Arts Academy) gegründet. Vorsitzender der Akademie wurde Mori Ōgai. Die dazugehörige Kunstausstellung wurde konsequenterweise in Teiten umbenannt.
1937 wurde die Akademie neu organisiert und der Name änderte sich erneut in Kaiserliche Akademie der Künste (帝国術術院, Teikoku Geijutsuin, engl. Imperial Art Academy). Nach dem Zweiten Weltkrieg 1947 erhielt die Akademie dann ihren endgültigen, heutigen Namen: Japanische Akademie der Künste. Auch der Name der Ausstellung wurde in diesem Zusammenhang in Nitten (Abk. für 日本美術展覧会, Nihon bijutsu tenrankai) geändert.
Im Zuge einer Neuordnung 1958 wurde die Akademie in eine rein wissenschaftliche und beratende Non-Profit-Organisation überführt und die Organisation der Kunstausstellung wurde in eine eigene Personengesellschaft, die Nitten Kapitalgesellschaft, ausgegliedert.

## Mitgliedschaft
Die Akademie der Künste gehört formell zum MEXT. Sie besitzt maximal 120 Mitglieder, die auf Lebenszeit ernannt werden. Die Akademie besitzt drei Hauptabteilungen mit insgesamt 16 Unterabteilungen, die einzelnen Fachgebieten zugeordnet sind. Die Mitgliedschaft erfolgt für eine der Unterabteilungen:
- A. Bildende Künste

1. Nihonga
2. Yōga
3. Skulptur
4. Kunsthandwerk
5. Kalligrafie
6. Architektur

- B. Kultur

1. Prosa (小説) und Drama
2. Poesie
3. Kritik und Übersetzungen

- C. Musik und Drama

1. Nō
2. Kabuki
3. Bunraku (Puppenspiel)
4. Westliche Musik
5. Traditionelle Musik
6. Tanz
7. Schauspiel

## Präsidenten der Akademie
|                                           | Name                                      | Kanji                                     | Amtszeit                                  |
| Kaiserliche Akademie der bildenden Künste | Kaiserliche Akademie der bildenden Künste | Kaiserliche Akademie der bildenden Künste | Kaiserliche Akademie der bildenden Künste |
| ----------------------------------------- | ----------------------------------------- | ----------------------------------------- | ----------------------------------------- |
| 1                                         | Mori Ōgai                                 | 森鴎外                                    | 1919–1922                                 |
| 2                                         | Kuroda Seiki                              | 黒田清輝                                  | 1922–1924                                 |
| 3                                         | Fukuhara Ryōjirō                          | 福原鐐二郎                                | 1924–1931                                 |
| 4                                         | Masaki Naohiko                            | 正木直彦                                  | 1931–1935                                 |
| 5                                         | Shimizu Tōri                              | 清水澄                                    | 1935–1937                                 |
| Kaiserliche Akademie der Künste           |                                           |                                           |                                           |
|                                           | Shimizu Tōri                              | 清水澄                                    | 1937–1947                                 |
| Akademie der Künste                       |                                           |                                           |                                           |
| 1                                         | Takahashi Seiichirō                       | 高橋誠一郎                                | 1948–1979                                 |
| 2                                         | Arimitsu Jirō                             | 有光次郎                                  | 1979–1990                                 |
| 3                                         | Inumaru Tadashi                           | 犬丸直                                    | 1990–2004                                 |
| 4                                         | Miura Shumon                              | 三浦朱門                                  | 2004–2014                                 |
| 5                                         | Kuroi Senji                               | 黒井千次                                  | 2014 – 2020                               |
| 6                                         | Takashina Shūji                           | 高階秀爾                                  | 2020 – heute                              |

## Preise der Akademie
Die Akademie verleiht darüber hinaus zwei verschiedene Preise:
- den Preis der Japanischen Akademie der Künste (日本芸術院賞, Nihon Geijutsuin-shō)
- den Onshi-shō (恩賜賞)

## Nitten
Die japanische Kunstausstellung Nitten (日展, engl. Japan Fine Arts Exhibition) beansprucht die größte Kunstausstellung ihrer Art weltweit zu sein. Sie zieht alljährlich eine Vielzahl von Kunstinteressierten und Kunstkritikern an. Es werden Kunstwerke der Kategorie: bildende Künste in den fünf Gruppen: Nihonga, Yōga (Malerei im westlichen Stil), Skulptur, Kunsthandwerk und Kalligrafie ausgestellt.